# Tysk-österrikiska backhopparveckan 1976/1977
Under Tysk-österrikiska backhopparveckan 1976/1977 hoppade man i Oberstdorf den 30 december 1976 statt, den 1 januari 1977 hoppade man i Garmisch-Partenkirchen och den 4 januari 1977 hoppade man i Innsbruck. Sista deltävlingen i Bischofshofen genomfördes den 6 januari 1977.

## Oberstdorf
- Datum: 30 december 1976
- Land:  Västtyskland
- Backe: Schattenbergschanze

| Placering | Hoppare          | Land            | Poäng |
| --------- | ---------------- | --------------- | ----- |
| 01        | Toni Innauer     | Österrike       | 255,6 |
| 02        | Jochen Danneberg | Östtyskland     | 253,7 |
| 03        | Walter Steiner   | Schweiz         | 252,3 |
| 04        | Harald Duschek   | Östtyskland     | 248,2 |
| 05        | Henry Glass      | Östtyskland     | 239,4 |
| 06        | Alois Lipburger  | Österrike       | 236,6 |
| 07        | Jouko Törmänen   | Finland         | 235,3 |
| 08        | František Novák  | Tjeckoslovakien | 232,5 |
| 09        | Reinhold Bachler | Österrike       | 230,9 |
| 010       | Johan Sætre      | Norge           | 229,8 |

## Garmisch-Partenkirchen
- Datum: 1 januari 1977
- Land:  Västtyskland
- Backe: Große Olympiaschanze

| Placering | Hoppare          | Land        | Poäng |
| --------- | ---------------- | ----------- | ----- |
| 01        | Jochen Danneberg | Östtyskland | 235,2 |
| 02        | Toni Innauer     | Österrike   | 222,3 |
| 03        | Harald Duschek   | Östtyskland | 235,2 |
| 04        | Henry Glass      | Östtyskland | 219,3 |
| 05        | Johan Sætre      | Norge       | 213,5 |
| 06        | Walter Steiner   | Schweiz     | 212,7 |
| 07        | Alois Lipburger  | Österrike   | 211,9 |
| 08        | Alfred Pungg     | Österrike   | 209,4 |
| 09        | Jürgen Thomas    | Östtyskland | 208,6 |
| 010       | Martin Weber     | Östtyskland | 208,3 |

## Innsbruck

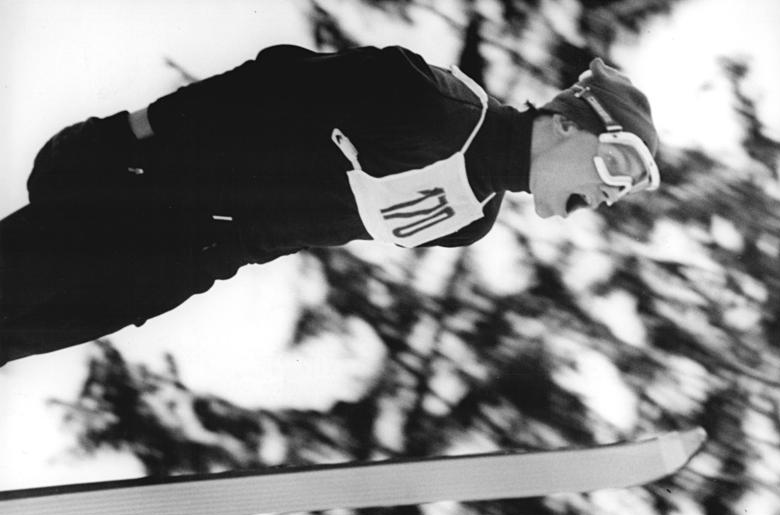
Henry Glass

- Datum: 4 januari 1977
- Land:  Österrike
- Backe: Bergiselschanze

| Placering | Hoppare           | Land            | Poäng |
| --------- | ----------------- | --------------- | ----- |
| 01        | Henry Glass       | Östtyskland     | 235,2 |
| 02        | Walter Steiner    | Schweiz         | 226,3 |
| 03        | Toni Innauer      | Österrike       | 217,3 |
| 04        | Klaus Tuchscherer | Österrike       | 216,4 |
| 05        | Reinhold Bachler  | Österrike       | 216,1 |
| 06        | Jochen Danneberg  | Östtyskland     | 213,9 |
| 07        | Jurij Ivanov      | Sovjetunionen   | 213,5 |
| 08        | Alfred Pungg      | Österrike       | 207,9 |
| 09        | Ján Tánczoš       | Tjeckoslovakien | 203,5 |
| 010       | Thomas Meisinger  | Västtyskland    | 203,1 |

## Bischofshofen
- Datum: 6 januari 1977
- Land:  Österrike
- Backe: Paul-Ausserleitner-Schanze

| Placering | Hoppare           | Land        | Poäng |
| --------- | ----------------- | ----------- | ----- |
| 01        | Walter Steiner    | Schweiz     | 220,4 |
| 02        | Karl Schnabl      | Österrike   | 217,0 |
| 03        | Jochen Danneberg  | Östtyskland | 215,7 |
| 04        | Thomas Meisinger  | Östtyskland | 211,6 |
| 05        | Klaus Tuchscherer | Österrike   | 207,5 |
| 06        | Harald Duschek    | Östtyskland | 204,4 |
| 07        | Per Bergerud      | Norge       | 200,2 |
| 08        | Henry Glass       | Östtyskland | 200,1 |
| 09        | Martin Weber      | Östtyskland | 198,1 |
| 010       | Hans Millonig     | Österrike   | 196,1 |

## Slutställning
| Placering | Hoppare          | Land        | Poäng |
| --------- | ---------------- | ----------- | ----- |
| 01        | Jochen Danneberg | Östtyskland | 918,5 |
| 02        | Walter Steiner   | Schweiz     | 911,7 |
| 03        | Henry Glass      | Östtyskland | 892,4 |
| 04        | Toni Innauer     | Österrike   | 876,0 |
| 05        | Harald Duschek   | Östtyskland | 875,8 |
| 06        | Thomas Meisinger | Östtyskland | 845,7 |
| 07        | Karl Schnabl     | Österrike   | 844,7 |
| 08        | Reinhold Bachler | Österrike   | 828,8 |
| 09        | Alfred Pungg     | Österrike   | 827,1 |
| 010       | Martin Weber     | Östtyskland | 818,7 |